# Ракітов Григорій Давидович
Григорій (Герш) Давидович Ракітов (Рабінович) (1894, містечко Бричани Хотинського повіту Бесарабської губернії, тепер Республіка Молдова — розстріляний 30 жовтня 1937, місто Москва) — радянський політичний і військовий діяч, відповідальний секретар Полтавського окружного комітету КП(б)У. Кандидат у члени ЦК КП(б)У в грудні 1925 — листопаді 1927 р.

## Біографія
Народився у бессарабському містечку Бричани (тепер — районний центр Бричанського району Молдови). Навчався в єврейському хедері. У 1912 році переїхав в Кишинів, де вступив в Бунд.
З 1913 року — в Одесі, де став вільним слухачем в Одеському Новоросійському університеті. Член РСДРП(б) з 1913 року. З початком Першої світової війни повернувся у містечко Бричани, захворів туберкульозом.
Учасник Першої світової війни з 1916 року — солдат російської 512-ї В'ятської дружини Південно-західного фронту, яка була розквартирована у Вінниці. Один з активних учасників встановлення радянської влади у Вінниці в 1917 році, член солдатського комітету, входив до трійки керівництва повстанням. У 1917 році був членом президії Вінницької солдатської ради.
У 1918 році — знову в Одесі, навчався в університеті, керував підпільною студентською організацією «Спартак».
З 1918 року — в Червоній армії: заступник військового комісара стрілецько-кавалерійської дивізії, заступник начальника політичного відділу 45-ї стрілецької дивізії РСЧА. У 1920 році — заступник військового комісара Фастівської групи військ 12-ї армії, військовий комісар 45-ї стрілецької дивізії 12-ї армії РСЧА.
У 1921—1923 роках — член бюро Подільського губернського комітету КП(б)У, заступник голови Подільського губревкому і губвиконкому. У 1923—1924 роках — на відповідальній роботі в Народному комісаріаті юстиції УСРР, член колегії Народного комісаріату внутрішніх справ УСРР у місті Харкові. 
З лютого 1924 по квітень 1925 року — завідувач організаційного відділу Полтавського  губернського комітету КП(б)У. У 1925 році — відповідальний секретар Полтавського губернського комітету КП(б)У.
У серпні 1925 — 1926 року — відповідальний секретар Полтавського окружного комітету КП(б)У.
У січні 1926—1929 роках — відповідальний секретар Калузького губернського комітету ВКП(б).
У 1929 — березні 1933 року — завідувач організаційного відділу Західного обласного комітету ВКП(б), 2-й секретар Західного обласного комітету ВКП(б) у місті Смоленську.
28 лютого 1933 — 24 травня 1937 року — голова виконавчого комітету Західної обласної ради у місті Смоленську.
У травні — липні 1937 року — виконувач обов'язків голови виконавчого комітету Курської обласної ради. Член ВУЦВК, ЦВК СРСР, делегат 11-го и 15-17 з'їздів ВКП(б).
Заарештований 3 липня 1937 року, страчений 30 жовтня 1937 року за звинуваченням у антирадянській терористичній діяльності. Реабілітований 25 серпня 1956 року.

## Родина
Дружина (з 1920 року) — Зінаїда Мойсеївна Брик, син Леонід (1922—2002), дочка Майя (1931).

## Нагороди
- орден Леніна (1935)